# Voss (voormalige gemeente)
Voss is een voormalige gemeente in de Noorse provincie Vestland aan het Vangsvatnet-meer.
De gemeente telde 14.514 inwoners in januari 2017. Op 1 januari 2020 fuseerden Granvin en Voss, die toen deel uitmaakten van de op die dag opgeheven provincie Hordaland tot de huidige gemeente Voss.
In de omgeving zijn skigebieden. In de zomer zijn er mogelijkheden voor watersport en sporten zoals parapente en parachutespringen. Er is verder een waterval, de Tvindefossen, gelegen op 110 meter van de E16.

## Plaatsen in de gemeente
Plaatsen in de gemeente Voss voor de fusie van 2020
- Mønshaugen/Bjørgum
- Skulestadmoen
- Vossevangen

## Geboren
- Kristen Skjeldal (1967), langlaufer
- Lars Bystøl (1978), schansspringer
- Sjur Røthe (1988), langlaufer
- Hilde Fenne (1993), biatlete

Askøy · Austevoll · Austrheim · Bergen · Bømlo · Eidfjord · Etne · Fedje · Fitjar · Fjell · Fusa · Granvin · Jondal · Kvam · Kvinnherad · Lindås · Masfjorden · Meland · Modalen · Odda · Os · Osterøy · Øygarden · Radøy · Samnanger · Stord · Sund · Sveio · Tysnes · Ullensvang · Ulvik · Vaksdal · Voss

Gemeenten in de provincie bij de opheffing op 1 januari 2020